# Magyar Külügyi Intézet
A Magyar Külügyi Intézet (Hungarian Institute of International Affairs, MKI, HIIA) a Magyar Állam tulajdonában álló, kutatóintézeti és agytröszt feladatokat ellátó nonprofit gazdasági társaság. Állami tulajdonú gazdasági társaságként Magyarország miniszterelnökének tágabb munkakörnyezetébe tartozik, tulajdonosi joggyakorlói feladatait és jogköreit a miniszterelnök politikai igazgatója látja el

## Vezetőség
A Magyar Külügyi Intézet elnöke Dr. Gladden J. Pappin.
Vezérigazgatója 2023. áprilisától Schőberl Márton.

## Története

### Előzmény: a Magyar Külügyi Intézet
A  Külügyminisztérium által 2007. január 1-jével alapított Magyar Külügyi Intézet (MKI)  a Külügyi és Külgazdasági Intézet általános jogutódja.
Az MKI székhelye 1016 Budapest, Bérc utca 13-15 volt. Az MKI 2014. július 31. napjával, az Intézetbe történő beolvadással megszűnt.

### Előzmény: a Külügyi és Külgazdasági Intézet
A Külügyi és Külgazdasági Intézet  2016. december 31. napjával, az Áht. 11. § (5) bekezdése alapján jogutód nélkül megszűnt.

### A Demokrácia Központ Közalapítvány korszaka
A KKI-nek a Külügyi és Külgazdasági Intézetről szóló 182/2014. (VII. 25.) Korm. rendelet 3. §-a szerinti feladatait 2017. január 1-jével a külpolitikáért felelős miniszter a Demokrácia Központ Közalapítvány (rövidítve: DEMKK) közreműködésével látja el. Az (1) bekezdésben meghatározott feladatok ellátásához kapcsolódó ingó eszközállomány és az 1016 Budapest, Bérc utca 13-15. szám alatti - Budapest, I. kerület 5320/2 helyrajzi számú - ingatlan a külpolitikáért felelős miniszter által vezetett minisztérium Külképviselet Igazgatásának a vagyonkezelésébe kerül, az átvett feladatokhoz kapcsolódó egyéb vagyoni jogokat és kötelezettségeket annak Központi Igazgatása gyakorolja, illetve teljesíti. A külpolitikáért felelős miniszter a (2) bekezdésben foglalt feladatok ellátására a DEMKK önálló jogi személyiséggel rendelkező szervezeti egységével 2017. január 1-jével hatályos közszolgáltatási szerződést köt. A KKI által korábban foglalkoztatott kormánytisztviselők kormányzati szolgálati jogviszonya, illetve munkavállalók munkaviszonya 2017. január 1-jétől a DEMKK önálló jogi személyiségű szervezeti egységénél fennálló, azonos idejű és tartalmú munkaviszonnyá alakult át.

## Feladata és működése
- Az Intézet gondozásában számos kiadvány jelenik meg.
- Az Intézet heti több alkalommal – rendszerint – nyilvános szakmai kerekasztalokat, háttérbeszélgetéseket, vitafórumokat, műhelybeszélgetéseket, kisebb és nagyobb konferenciákat szervez magyar és angol nyelven, miközben exkluzív helyszíne a kormányzat magas rangú külföldi vendégei nyilvános előadásainak és fórumainak is.
- A KKI számos nemzetközi szerveződés, hálózat, szakmai együttműködés tagja és résztvevője; kezdeményező szerepben lép fel külföldi konferenciák, kerekasztal-beszélgetések társszervezésében, előadók biztosításában, illetve aktív résztvevője nemzetközi network-öknek, think tank hálózatoknak.
- Számos, hasonló profilú külföldi kutatóintézet és egyetem partnere. A KKI szoros együttműködésben végzi tevékenységét a Külgazdasági és Külügyminisztérium háttérintézményeivel: az EXIM-mel, a Magyar Nemzeti Kereskedőház Zrt-vel, illetve a Nemzeti Befektetési Ügynökséggel.
- Szakmai tevékenysége, publikációi nem csupán a honlapon elérhetőek, hanem a közösségi média csatornáin is.
- Külpolitikai tematikájú podcast csatornával is rendelkezik.[9][10]

## Kiadványai
- Külügyi Szemle. A KKI gondozásában megjelenő magyar nyelvű külpolitikai folyóirat.[11] Teret ad a szakmai vitáknak, és bemutatja a magyar külügyi tevékenység nemzetközi mozgásterét befolyásoló trendeket, azok főbb összefüggéseit. Szakmai és elméleti háttérrel támogatja a magyar külpolitika és külgazdaság folyamatait. Fontos cél a hazai külpolitikai gondolkodás fő irányainak és az azokat alakító tényezőrendszernek a bemutatása. Feladata a fontosabb külföldi események bemutatása, a történések hátterének elemzése.
- KKI Elemzések. A Külügyi és Külgazdasági Intézet magyar nyelvű, online elérhető szakmai elemzései.
- KKI Policy Brief. . A Külügyi és Külgazdasági Intézet angol nyelvű, online elérhető szakmai elemzései.
- KKI Tanulmányok. A Külügyi és Külgazdasági Intézet magyar nyelvű, online elérhető szakmai tanulmányai.
- KKI Studies. A Külügyi és Külgazdasági Intézet angol nyelvű, online elérhető szakmai tanulmányai.
- KKI 4:1. A Külügyi és Külgazdasági Intézet 4:1 című sorozatában négy kutató válaszol röviden ugyanarra – a nemzetközi politikát és gazdaságot érintő – kérdésre. Célunk a magyarországi tudományos viták elindítása és a szakértők közötti párbeszéd elősegítése.